# Kristina Fuchs
Kristina Fuchs (* 13. März 1970 in Brügg bei Biel) ist eine Schweizer Jazzsängerin und -komponistin.

## Leben und Wirken
Fuchs wuchs in einer musikalischen Familie auf und erhielt, seitdem sie drei Jahre alt war, eine Instrumentalausbildung, zunächst Blockflöte, dann Violine und Kontrabass. Sie sang im Chor, lernte autodidaktisch Klavier und Gitarre und war Mitglied in Kammerorchestern und einer Perkussionsgruppe. Daneben begann sie komponieren; unter anderem schrieb sie ein Musical, das 1985 aufgeführt wurde. Dann arbeitete sie als Theatermusikerin und schrieb sich 1990 an der Swiss Jazz School ein. Dort wurde sie von Rachel Gould unterrichtet, der sie 1992 nach Den Haag folgte, um am dortigen Konservatorium ihre Ausbildung fortzusetzen. Daneben war sie auf Workshops bei Lauren Newton und Norma Winstone. Von 1996 bis 1998 wurde sie von Jeanne Lee unterrichtet. Während dieser Jahre war sie Mitglied in unterschiedlichen Bands, trat mit dem Jeanne Lee Music and Dance Ensemble in Frankreich auf und tourte mit Ronan Guilfoyle durch Irland. Auch gründete sie das Vokalensemble Vocal Move, mit dem sie auf dem Amsterdamer CrossOver-Festival auftrat und an Susanne Abbuehls Album I Am Rose beteiligt war. Aus ihrer eigenen Band entstand die Kristina Fuchs Sonic Unit, mit der sie auf dem North Sea Jazz Festival und im Concertgebouw auftrat, aber auch durch die Schweiz tourte. Daneben interpretierte sie auf den internationalen Bühnen auch Neue Musik von Luciano Berio, Joseph Schwantner, Patrick Clark und Donnacha Dennehy. Auf ihrem vierten Album Im Röseligarte behandelt sie Volkslieder der Schweiz als Standards.
Fuchs arbeitete ferner mit Jim McNeely, mit Theo Loevendie, Maarten Altena, Eric Vloeimans und Eric van der Westens Quadrant.
Seit 1999 ist sie Dozentin für Jazzgesang am Konservatorium von Antwerpen.

## Diskographische Hinweise
- Portrait of a Woman (1999, mit Wolfert Brederode, Gulli Gudmundsson, Ed Verhoeff, Pascal Vermeer, Eric Vloeimans, Florian Zenker)
- Whence & Wither (2003)
- bayram (2005, mit Theo Loevendie)
- Im Röseligarte (2008)
- Chansons sauvages (2016)
- Linden (2017)
- Claron McFadden, Kristina Fuchs, Oğuz Büyükberber, Tobias Klein: 37FERN (Trytone 2020)